# Lósy Imre

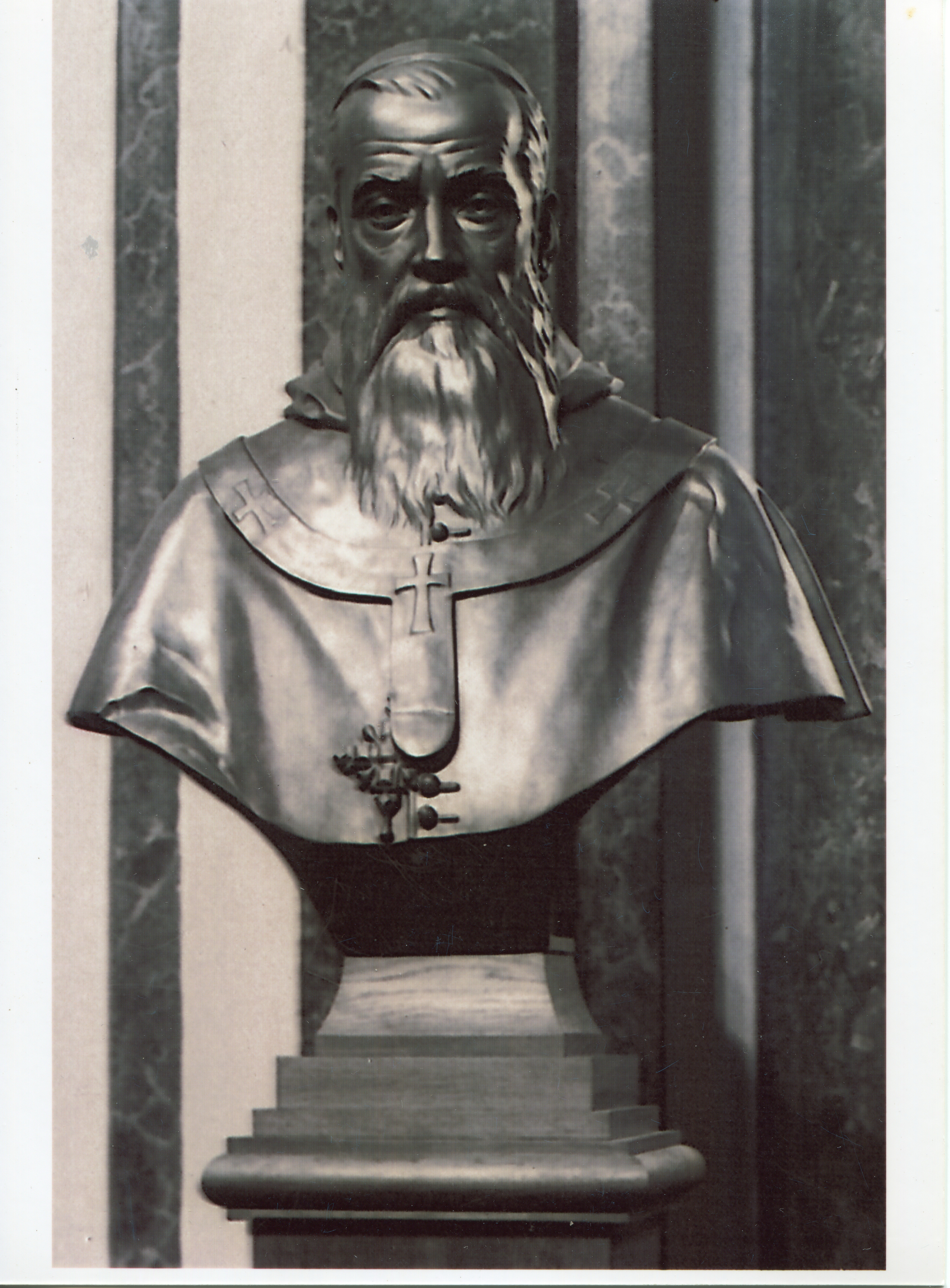
Vastagh László: Lósy Imre portrészobra

Lósy  Imre, Loosy Imre (Nagylózs, 1580 körül – Nagyszombat, 1642. november 7.) nyitrai-, csanádi-, nagyváradi-, majd egri püspök, esztergomi érsek.

## Élete

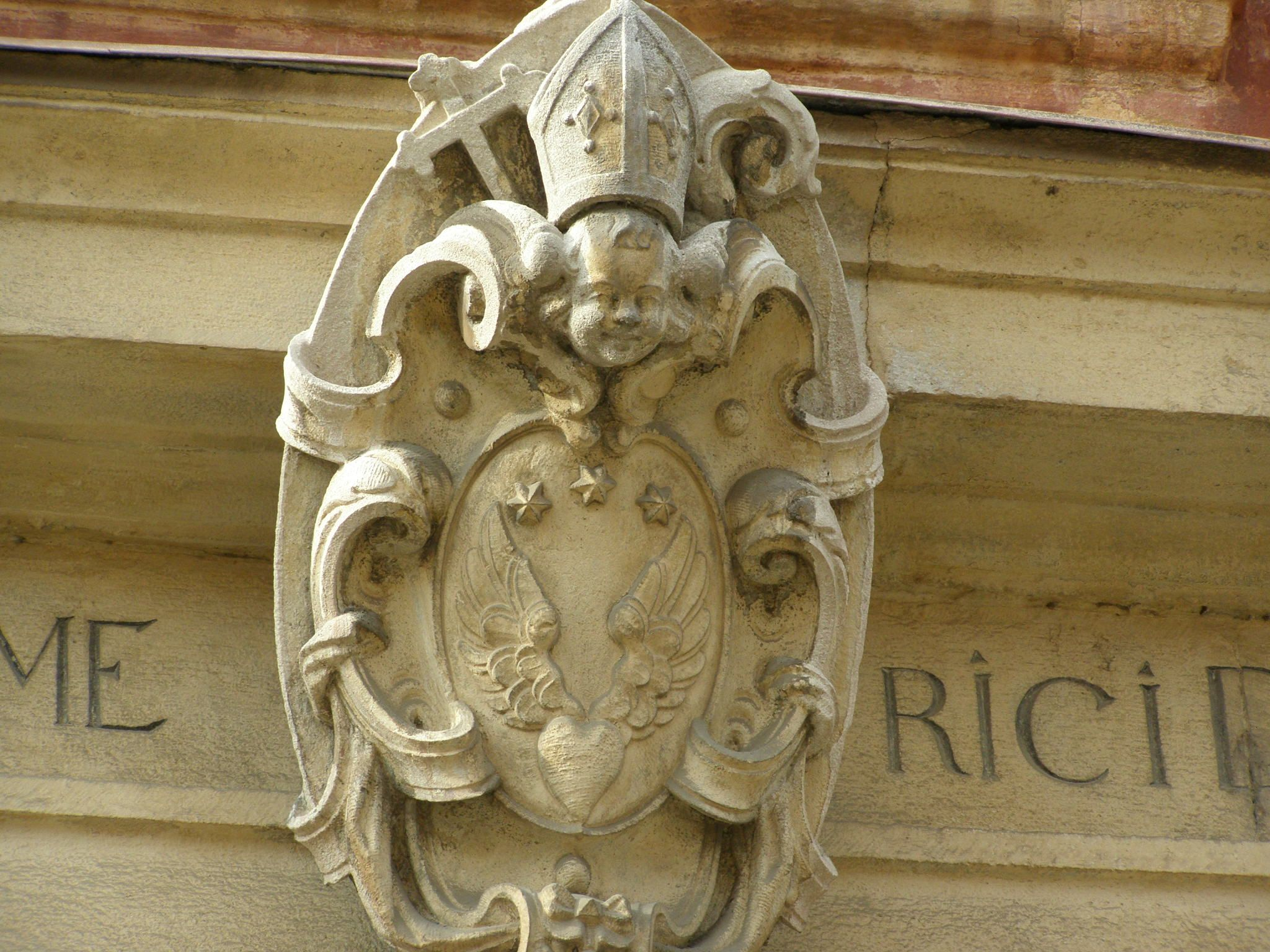
Lósy Imre címere a pozsonyi Emericanum bejárata felett

Ágostai evangélikus (lutheránus) vallású szülőktől származott. Lóson, Sopron vármegyében, az ős Osl nemzetség ivadékai, a Viczay-ak birtokán született. Atyja: Máté, anyja: Németszeghy Anna. Testvérei: Mihály, Boldizsár, ifjabb Imre, Margit, valamint Márton. Miután áttért a katolikus vallásra először Bécsben a jezsuitáknál, majd 1599 végétől Rómában tanult. Ott szentelték pappá 1604-ben. 1604 és 1606 között kánonjogot tanult, majd Magyarországon lelkipásztorként tevékenykedett. 1606-tól nyitrai, 1607-től pozsonyi, 1611-től esztergomi kanonok és nyitrai főesperes volt. Forgách Ferenc esztergomi érsek, mint nyitrai püspököt hívta őt Esztergomba.[forrás?] 1620-tól már Pázmány Péter állandó helyettese volt és az is maradt az esztergomi érsek haláláig. 1622-től Vicarius Generalis, 1623-tól csanádi, 1625-től nagyváradi választott püspök, majd 1631-ben szentelték fel váradi püspökké. Tagja volt a Magyar Tanácsnak, 1628-tól volt prokancellár. 1634-ben egri püspök lett és ott még ugyanazon évben zsinatot hívott össze.
1622. január 12-én Lósy Imre, esztergomi kanonok és érseki helynök valamint testvére Márton és neki gyermekei, István és Ferenc címeres nemeslevelet (armálist) kaptak II. Ferdinánd magyar királytól, melyet 1624-ben hirdettek ki Nyitra vármegyében. A Lósy család testvére, Márton és fiai által Nyitra és Tolna vármegyékben tovább élt.
1637. május 14-én, Pázmány Péter halála után esztergomi érsek lett. Életpályája tipikusnak mondható egyházi pálya, talán az ő alakja áll a legközelebb a tridentinus főpapideálhoz. 1638-ban egyháztartományi zsinatot hívott össze, 1639-ben püspöki konferenciát tartott, amelynek középpontjában a magyar egyház és Róma kapcsolatának tisztázása állt. A püspökök a francia gallikán egyházhoz hasonló, önálló nemzeti egyház létrehozásával fenyegették meg Rómát. A viszony végül tisztázódott, és Pietro Giacomo Favilla személyében szentszéki ágenst neveztek ki, aki a magyar egyház egészét képviselte Rómában.
1642-ben Pozsonyban papnevelőt alapított, az Emericanumot. A Nagyszombati Egyetemen a jogi kar felállítására jelentős összeget hagyományozott. Érseksége idején 10000 forinttal járult hozzá Érsekújvár erődítési költségeihez a nádor útján. Érsekújvárban telket adományozott az ő közbenjárása által nemesi armálisban részesülő katonáskodó Édes családnak. Pozsonyban ferences kolostort alapított.

## Külső hivatkozások
- Lósy Imre esztergomi érsek sirkövéról készült rajz (Rajzolta:Cserna Károly 1867–1944)
- Tusor Péter: A magyar egyház és Róma a 17. században
- Lósy Imre arcképe

| Előde: Herovich Mátyás | Csanádi püspök 1623–1625 | Utóda: Dubovszky György |

| Előde: Pyber János | Nagyváradi katolikus püspök 1625–1633 | Utóda: Hosszútóthy László |

| Előde: Pyber János | Egri püspök 1633–1637 | Utóda: Lippay György |

| Elődje: Pázmány Péter | Esztergomi érsek 1637–1642 | Utódja: Lippay György |